# Синхронний переклад
Синхронний переклад — один із найскладніших різновидів усного перекладу, за якого перекладач перекладає усну промову мовою перекладу синхронно, одночасно зі сприйняттям на слух вихідної мови — на відміну від послідовного перекладу, коли перекладач говорить у паузах у промові вихідною мовою.
Синхроніст — перекладач, який спеціалізується на синхронному перекладі.
Синхронний переклад виконується, як правило, із застосуванням спеціального обладнання для синхронного перекладу, іноді для індивідуального слухача використовується техніка нашіптування. Можливість синхронного перекладу пояснюється тим, що в сучасних мовах приблизно 50 % слів припадає на частку слів, не містять нової інформації. Важливо також, що певна частина інформації все одно не сприймається слухачами.

## Обладнання для синхронного перекладу

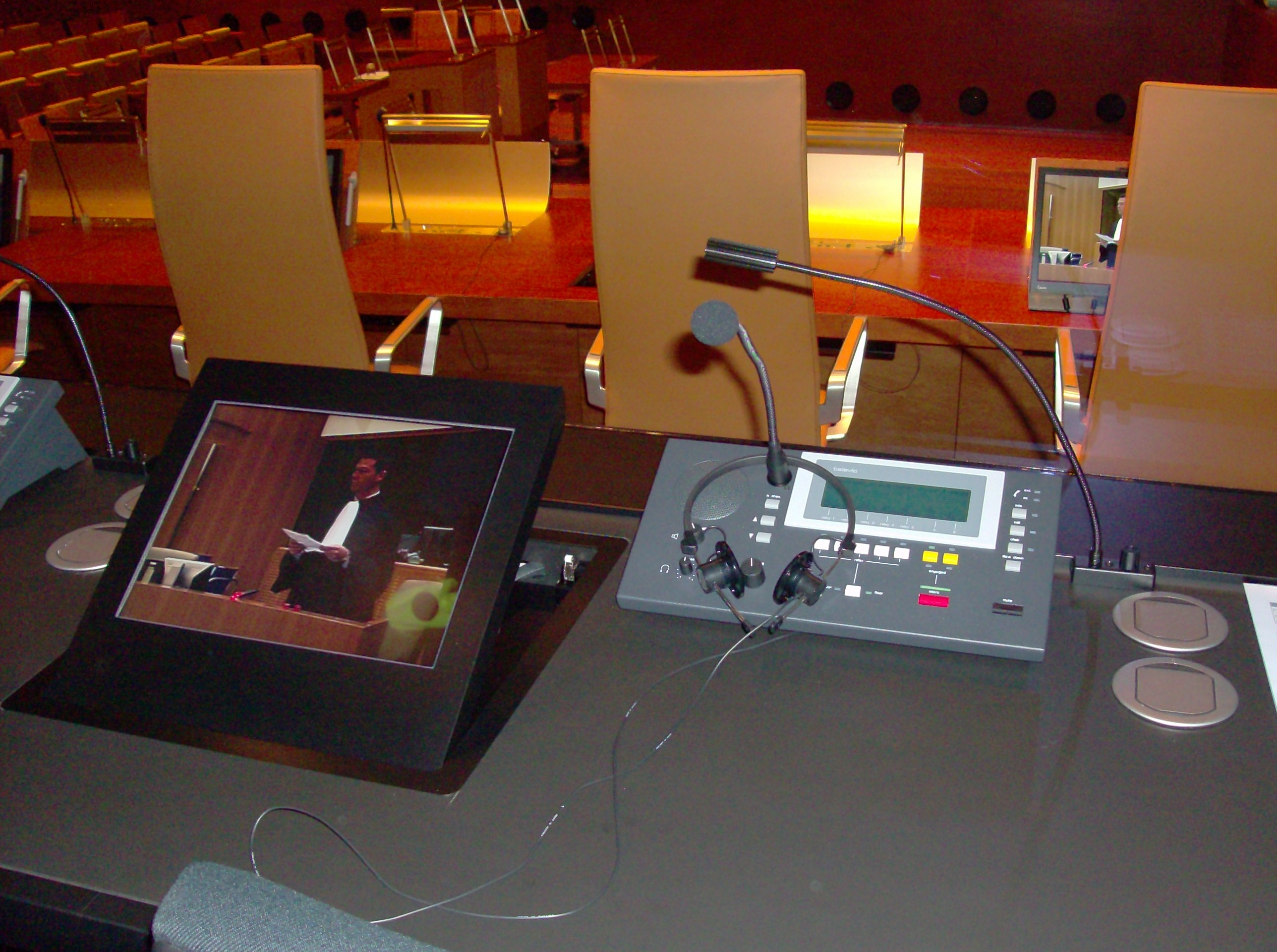
Обладнане робоче місце перекладача в Суді Європейського союзу

Спеціальне обладнання — це система синхронного перекладу (або стаціонарна, або на основі бездротової передачі мови), яка зазвичай являє собою стаціонарну або розбірну кабіну (будку), де розміщується обладнання для синхронного перекладу, зокрема дві пари навушників і мікрофон для перекладачів, а також комплект навушників або переносних приймачів за числом учасників, які потребують перекладу. Під час перекладу перекладач-синхроніст перебуває в ізольованій кабіні в навушниках зі звукоізоляцією, аби його власний голос не заглушав голос оратора. За допомогою підсилюючої апаратури переклад подається у навушники слухачів.
З використанням технологій синхронного перекладу зазвичай організовуються такі заходи, у яких бере участь велика кількість людей і які проводяться у великих конференц-залах або аудиторіях, як-от конгреси, конференції, семінари, презентації.

## Різновиди синхронного перекладу
На практиці використовують три різновиди синхронного перекладу, які належать до різних видів перекладу:
- Синхронний переклад «на слух»: синхронний перекладач сприймає через навушники промову оратора без пауз і здійснює переклад блоками, у міру надходження інформації. Це найпоширеніший і найскладніший різновид.
- Синхронний «переклад з аркуша» з попередньою підготовкою або без неї: синхронний перекладач заздалегідь отримує письмовий текст промови оратора й виконує переказ відповідно до наданих матеріалів, вносячи необхідні корективи у процесі мовлення.
- Синхронне читання заздалегідь перекладеного тексту: синхронний перекладач, слідуючи за промовою оратора, зачитує заздалегідь підготовлений текст і в разі потреби вносить корективи, якщо оратор відступає від початкового тексту.

## Оцінка
До переваг синхронного перекладу порівняно з послідовним зазвичай відносять такі.
- Промова оратора звучить без перерв. Це дає змогу доповідачу утримувати увагу аудиторії, відчувати її настрій і реакцію слухачів.
- Тривалість заходу зменшується приблизно вдвічі порівняно з послідовним перекладом.
- Зручність для учасників: володіння іноземною мовою сьогодні не рідкість, тому багатьом учасникам подобається слухати доповідь вихідною іноземною, і їх дратує, коли під час послідовного перекладу оратор зупиняється і решта учасників слухають переклад.
- Можливість здійснення перекладу кількома мовами одразу.

Водночас у синхронного перекладу є і негативні сторони.
- Вартість синхронного перекладу, як правило, вище порівняно з послідовним перекладом унаслідок вищих ставок перекладачів-синхроністів і необхідності оплати вартості оренди спеціального обладнання.
- Необхідність залучення принаймні двох-трьох перекладачів-синхроністів, які однаково добре володіють тематикою заходу.
- Для синхронного перекладу характерний високий рівень втрати інформації і невеликий рівень її засвоєння.

## Кваліфікація синхроніста
Окрім вільного володіння іноземною і рідною мовами, грамотної й фонетично добре артикульованої вимови цільовою мовою, від синхроніста потрібні деякі специфічні навички. Це насамперед знання фонду стійких конструкцій і кліше, вміння швидко їх знаходити — тобто автоматизація мовних і мовленнєвих засобів вираження, що дає змогу забезпечувати швидкість реакції.
Оскільки синхронний переклад вимагає високого ступеня концентрації, тривала робота на заході із синхронним перекладом вимагає високих показників розумової й фізичної витривалості. На масштабних заходах перекладачі працюють позмінно, причому зміна одного перекладача вибирається в проміжку 15—30 хвилин неперервної роботи.

## Навчання
Оволодіння синхронним перекладом, зважаючи на складність цієї діяльності, вимагає ґрунтовного й тривалого навчання. Синхронному перекладу навчають на філологічних напрямках університетів, у лінгвістичних ВНЗ, існують також спеціалізовані навчальні заклади, сфокусовані на підготовці перекладачів. Міжнародна асоціація перекладачів конференцій веде реєстр навчальних закладів, які відповідають вимогам асоціації і в яких навчають синхроністів для заходів. Наприклад, серед навчальних закладів, які готують перекладачів з англійської на російську вказані:
- Астраханський державний університет
- Женевський університет
- Університет Бата
- Шанхайський університет іноземних мов
- Інститут міжкультурного менеджменту та комунікацій французьких Великих шкіл
- Інститут філології Київського національного університету імені Тараса Шевченка[4]
- Університет Париж III
- Університет Майнца
- Гейдельберзький університет
- Мюнхенський інститут іноземних мов і перекладачів
- Ізраїльський Університет імені Бар-Ілана
- Лондонський міський університет
- Міжнародний інститут Міддлбері-коледжу
- Вищі курси перекладу при Університеті Меріленду